# DN1A
DN1A este un drum național din România care leagă Bucureștiul de Brașov. El reprezintă o alternativă pentru DN1 pe acest traseu, fiind ruta obligatorie pe această porțiune pentru autovehiculele de peste 7,5 t. DN1A pleacă din București, mergând spre Ploiești prin Buftea. La Ploiești, el se intră în centura de vest a acestui oraș, ocolindu-l pe la sud și est, urcând pe valea Teleajenului spre Vălenii de Munte și Cheia, trecând Carpații Orientali prin Pasul Bratocea (1.263 m). Punctul său terminus este în orașul Săcele, lângă Brașov. Începând cu 2009, traseul a fost modificat în Săcele: DN1A trece acum pe centura exterioară a municipiului, evitând întregul oraș.